# Lars Kordetzky
Lars Kordetzky (* 1967 in Zug) ist ein Schweizer Architekt und Bildender Künstler (Experimentelle Architektur).

## Leben und Werk
Kordetzky schloss sein Architekturstudium 1994 an der ETH Zürich ab. Er war Präsident des Forums Junge Kunst, ist Mitglied beim Research Institute for Experimental Architecture und lehrt Architektur und Design an der Berner Fachhochschule, Departement Architektur, Holz und Bau.  Aus seiner Arbeit an der Grenze zwischen Architektur und Kunst entstanden architektonische Projekte, Objekte, Zeichnungen, Fotografien und Installationen. Er nahm an Gruppenausstellungen im Kunstmuseum Luzern, in der Kunsthalle Luzern und beim Badischen Kunstverein Karlsruhe teil und hielt Vorträge am Southern California Institute of Architecture in Vico Morcote und am Lund Institute of Technology. Er wurde vom Kanton Zug 1998 und 2001 mit einem Preis für bildende und angewandte Kunst und 2004 mit einem Stipendium in New York City ausgezeichnet. Kordetzky lebt und arbeitet in Zug.
In seinem Werk Sequences: saw only the moon von 2001 schuf er anhand eines Eingriffs in eine Einzelhaftzelle der Psychiatrischen Klinik Zugersee eine architektonische Begegnung mit der Psyche. In seinem Werk Transient sedimentation von 2006 befasst er sich mit humangeografischen Einheiten – menschliche Siedlungen, Städte, (Migrations)Bewegungen – die sich verdichten, sich verändern und wieder auflösen.
2018 machte er mit Ursula Bossard und Silvia Felber die Retrospektive von Godi Hoffmann in Stansstad.

## Projekte
- 1996: Splitter. Wien
- 1997: Transient Sedimentation. Kraljevica
- 1998: Saw only the moon. Installation. Psychiatrische Klinik Oberwil
- 2003: Kopfhäuser
- 2003: Lost Space. New York City
- 2004: Chi Chi Earthquake Memorial. Competition. Taiwan
- 2004: Drift. Installation. New York City
- 2006: Observatory of Knowledge. Competition. Stockholm

Quelle:

## Ausstellungen
- 1998: Innenwende. Psychiatrische Klinik Oberwil
- 2003: Para>Sites, Badischer Kunstverein, Karlsruhe
- 2003: Jahresausstellung Innerschweizer Künstler, Kunstmuseum Luzern[8]
- 2006: BurgBezug, Burg Zug
- 2008: Galerie Carla Renggli, Zug

Quelle:

## Auszeichnungen
- 1998: Kunstpreis des Kantons Zug
- 2001: Kunstpreis des Kantons Zug
- 2004: Artist-in-residence für New York City, verliehen vom Kanton Zug

Quelle:

## Veröffentlichungen
- Lars Kordetzky: Sequences: saw only the moon (= Research Institute for Experimental Architecture [Hrsg.]: RIEAeuropa book series). Springer, Wien 2001, ISBN 3-211-83642-X.
- Mit Sean Snyder, Marjetica Potrc, Kyong Park, Sybil Kohl, Philipp Oswalt, Albrecht Schäfer und Oliver Musovik: Para>Sites. Ausstellungskatalog. Badischer Kunstverein, Karlsruhe, 2003. ISBN 978-3-89309-104-1.
- Lars Kordetzky: Transient Sedimentation (= Research Institute for Experimental Architecture [Hrsg.]: RIEAeuropa concept series. Band 6). Springer, Wien 2006, ISBN 3-211-32193-4.